# Johann Goor
Johann Goor es un deportista alemán que compitió para la RFA en judo. Ganó dos medallas en el Campeonato Europeo de Judo, en los años 1958 y 1960.

## Palmarés internacional
| Campeonato Europeo | Campeonato Europeo       | Campeonato Europeo | Campeonato Europeo |
| Año                | Lugar                    | Medalla            | Categoría          |
| ------------------ | ------------------------ | ------------------ | ------------------ |
| 1958               | Barcelona (España)       | Medalla de bronce  | –68 kg             |
| 1960               | Ámsterdam (Países Bajos) | Medalla de plata   | –68 kg             |